# Rafael Castejón Sofio
Rafael Castejón Sofio (Barcelona 8 de enero de 1932 - Madrid 15 de marzo de 2014) fue un cantante de zarzuela y actor español. Fue galardonado en 2010 con la Medalla de Oro al mérito en las Bellas Artes.
Nació en Barcelona, en el seno de una familia dedicada al mundo de la lírica. Se trasladó a Alicante, donde inició su trabajo en el cuadro de actores de Radio Alicante, alternando con actuaciones líricas. En 1950 se hizo profesional y en 1953 debutó en Madrid con la compañía de revistas de Adrián Ortega en el Teatro Fuencarral, con la obra Las mentirosas del maestro Moraleda. 
Formó parte de múltiples compañías de teatro, zarzuela y revista y trabajó con directores como José Tamayo, José Osuna y Ángel Fernández Montesinos. 
En los años noventa, grabó el papel de Don Hilarión de la zarzuela La verbena de la Paloma, junto a los cantantes Plácido Domingo y María Bayo.
Se despidió de los escenarios en 2008, con La leyenda del beso, donde actuó por última vez, junto a su esposa Pepa Rosado y sus hijos, Jesús Castejón y Rafa Castejón.

## Cine
| Año  | Título                                           | Personaje             | Dirección                               |
| ---- | ------------------------------------------------ | --------------------- | --------------------------------------- |
| 1999 | Una noche de cine (cortometraje)                 |                       | Juan Carlos Claver                      |
| 1992 | La venganza de la Petra                          | Nicómedes             | Víctor Andrés Catena y Juan Villaescusa |
| 1991 | Jet Marbella Set                                 | El león del desierto  | Mariano Ozores                          |
| 1991 | Mala yerba                                       | Sargento              | José Luis Pérez Tristán                 |
| 1986 | Por la calle de Alcalá (Antología de la Revista) | Pasitos               | Gustavo Pérez Puig                      |
| 1984 | Cuando Almanzor perdió el tambor                 | Don García            | Luis María Delgado                      |
| 1981 | ¿Donde está mi niño?                             | Canilleja             | Luis María Delgado                      |
| 1980 | El alcalde y la política                         | Tendero               | Luis María Delgado                      |
| 1975 | No quiero perder la honra                        |                       | Eugenio Martín                          |
| 1974 | Tocata y fuga de Lolita                          | Camarero bar de copas | Antonio Drove                           |

## Series de Televisión
| Año        | Título                            | Personaje          |
| ---------- | --------------------------------- | ------------------ |
| 2007       | Herederos                         | Sacerdote          |
| 2006       | Hospital Central                  | Miguel             |
| 2004       | El inquilino                      | Padre de Encarnita |
| 2004       | Diez en Ibiza                     | Jeque              |
| 2000 -2001 | ¡Ala... Dina!                     | Lucas              |
| 1999       | Fernandez y familia               | Don Jaime          |
| 1998       | Vida y sainete                    |                    |
| 1996 -1998 | Menudo es mi padre                | Hugo               |
| 1997       | Pasen y vean                      |                    |
| 1997       | La banda de Pérez                 |                    |
| 1995       | ¡Aquí hay negocio\|               |                    |
| 1994       | Villa Rosaura                     | Jaime              |
| 1994       | El sexólogo                       |                    |
| 1994       | Compuesta y sin novio             |                    |
| 1994       | Habitación 503                    |                    |
| 1992       | Tercera planta, inspección fiscal | López Rebolledo    |
| 1992       | Taller mecánico                   |                    |
| 1991       | Crónicas urbanas                  |                    |
| 1990       | El obispo leproso                 |                    |
| 1987       | La voz humana                     | Luis               |
| 1986       | Nunca se sabe                     |                    |
| 1985       | La comedia musical española       | Primitivo          |
| 1983       | El jardín de Venus                | Pichón             |
| 1981       | Teatro estudio                    |                    |
| 1980       | Teatro Breve                      |                    |
| 1979 -1980 | Antología de la zarzuela          | General Candelas   |
| 1978       | Novela                            | Potel              |
| 1977       | Curro Jiménez                     | Sacerdote          |